# Moravecké Pavlovice
Moravecké Pavlovice (deutsch Morawetz Pawlowitz, auch Morawetz Paulowitz) ist eine Gemeinde in Tschechien. Sie liegt elf Kilometer südlich von Bystřice nad Pernštejnem und gehört zum Okres Žďár nad Sázavou.

## Geographie
Moravecké Pavlovice befindet sich linksseitig über Tal der Bobrůvka in der Quellmulde eines kleinen Baches in der Böhmisch-Mährischen Höhe. Nordöstlich erhebt sich die Kraví hora (611 m).
Nachbarorte sind Střítež im Norden, Bor und Sejřek im Nordosten, Olší im Osten, Drahonín im Südosten, Víckov im Süden, Moravecké Janovice und Meziboří im Südwesten, Krčma, Nový Dvůr, Habří und Lopaty im Westen sowie Nivy im Nordwesten.

## Geschichte
Die erste urkundliche Erwähnung des Dorfes erfolgte im Jahre 1350.
Pavlovičky lag im Grenzgebiet der Herrschaften Pernstein und Moravec zu den Gütern des Porta Coeli, die auf dem Berkův kámen zusammentrafen. Das Dorf gehörte bis zur Mitte des 19. Jahrhunderts zur Herrschaft Moravec-Mitrov.
Im Bobrůvkatal bestand unterhalb von Pavlovičky ein Eisenhammer. 1834 bestand das Dorf aus 12 Häusern und hatte 105 Einwohner. Im Ort wurde zu dieser Zeit eine Mühle und Brettsäge betrieben. Pfarrort war Olší.
Nach der Aufhebung der Patrimonialherrschaften bildete Pavlovice/Pawlowitz ab 1850 eine Gemeinde im Bezirk Neustadtl. Ab 1880 wurde der Ort als Moravské Pavlovice bezeichnet, seit dem Ende des 19. Jahrhunderts heißt er Moravecké Pavlovice. Das Dorf bestand im Jahre 1900 aus 22 Häusern und hatte 124 Einwohner, die von der Landwirtschaft lebten. Danach ging die Bevölkerungszahl durch Abwanderung stetig zurück. 1949 wurde die Gemeinde im Zuge der Auflösung des Okres Nové Město na Moravě dem Okres Bystřice nad Pernštejnem zugeordnet. 1961 kam das Dorf zum Okres Žďár nad Sázavou. Seit 2007 gehört der Ortsteil Habří zur Gemeinde.

## Ortsgliederung
Die Gemeinde Moravecké Pavlovice besteht aus den Ortsteilen Habří (Habern, auch Habry) und Moravecké Pavlovice, die zugleich auch Katastralbezirke bilden.

## Sehenswürdigkeiten
- Kapelle Jungfrau Maria Rosenkranz, am Dorfplatz
- ehemalige Feste
- Steinernes Kruzifix, errichtet 1895
- historische Grenzsteine
- 270-jährige Buche neben dem Veselec-Wald. Der 27 m hohe Einzelbaum hat einen Stammumfang von 4,75 m.